# سد هویچیکا
سد هویچیکا (به اسپانیایی: Huichicocha) یک دریاچه در پرو است که در منطقه خونین واقع شده‌است.